# Mörderisches Wespennest
Mörderisches Wespennest ist ein deutscher Fernsehfilm aus dem Jahr 2011 und der erste Teil einer vierteiligen Kriminalfilmreihe von Holger Karsten Schmidt und Markus Imboden mit Hinnerk Schönemann in der Rolle des Detektivs Finn Zehender, die in der ZDF-Reihe „Fernsehfilm der Woche“ von 2011 bis 2014 ausgestrahlt wurde.

## Handlung
Als der langjährige Polizeihauptmeister der norddeutschen Kleinstadt Aschberg, Gerhard Mühlfellner, und seine neue Kollegin, die junge Anna Wippermann, den Landwirt Herbert Schuch erhängt in seiner Scheune vorfinden, ist der Befund für sie schnell klar: Es ist Selbstmord. Nur für Herberts Hinterbliebene, die Geliebte Becky, ist es Mord. So engagiert sie den Ex-Polizisten und jetzigen Privatdetektiv Finn Zehender, um ihren Verdacht zu bestätigen.
Als Zehender zu ermitteln anfängt, stellt er fest, wie viel nachbarschaftliche Bösartigkeit zwischen den Ortsbewohnern herrscht. Nicht nur, dass der Polizeihauptmeister seine erst seit einer Woche im Dienst arbeitende Kollegin Anna schikaniert, sein Bruder Thomas ist um ein Vielfaches aggressiver: Er schießt auf den Detektiv, schlägt ihn nieder und legt Feuer in dem Haus, in dem dieser gerade recherchiert. 
Das Geld für die Ermittlungen ist knapp: Die von Becky insgesamt gezahlten 500 Euro reichen nur für zwei Tage, für den Folgetag bezahlt sie den Detektiv mit Sex. Mit Hilfe der rasch herbeigerufenen, befreundeten angeblichen Jungstaatsanwältin Agnes Sonntag deckt Zehender Vetternwirtschaft und Korruption auf und findet zahlreiche Verdächtige, bis sich herausstellt, dass Becky selbst die Mörderin ist. Sie hatte Zehender engagiert, weil sie als Begünstigte der Versicherung die Prämie nur bei Mord erhalten würde, nicht aber im Falle eines Selbstmordes.
Danach deckt er noch einen Immobilienskandal auf und macht den Hinterleuten einen Strich durch die Rechnung, indem er selbst das begehrte Haus gewinnt.

## Hintergrund
Mörderisches Wespennest wurde vom 31. Juli bis 31. August 2010 gedreht. Mit Tod einer Brieftaube wurde er fortgesetzt. Der dritte Teil Mörderische Jagd wurde am 15. April 2013 gesendet. Im Sommer 2013 begannen die Dreharbeiten zum vierten Teil mit dem Arbeitstitel Tödlicher Mord, der erstmals am 25. Mai 2014 auf ZDFneo unter dem Titel Mord in Aschberg gesendet wurde (Wdh. am 26. Mai 2014 im ZDF).
In Anlehnung an den Film Taxi Driver spricht Hinnerk Schönemann, mit nacktem Oberkörper und einer Pistole in der Hand, vor dem Spiegel Travis Bickles „You talkin' to me?“.

## Rezeption

### Einschaltquoten
Der Krimi hatte seine Erstausstrahlung am 21. Februar 2011 im ZDF, wobei er von etwa 6,08 Mio. Zuschauern gesehen wurde, was einem Marktanteil von 17,6 Prozent entsprach.

### Kritiken
„So schöne schlechte Witze könnte das ZDF durchaus häufiger zur Primetime senden.“

„Provinzkrimis sind angesagt […]. Markus Imboden […] arbeitete hier erneut mit Drehbuchautor Holger Karsten Schmidt zusammen. Wieder taucht er in die norddeutsche Provinz ein und setzt den Krimi mit vielen ironischen Zwischentönen und einem gut aufgelegt agierenden Darstellerensemble in Szene.“

„Heiß geht’s zu im angeblich kühlen Norden. Und dank des Hauptdarstellers Hinnerk Schönemann macht das Zuschauen tatsächlich Spaß. […] Es ist nicht der einzige böse Wortwitz, der haarscharf am Kalauer vorbeischrammt. […] Klingt komisch. Und ist tatsächlich komisch in dieser Krimi-Komödie, die auch schiefgehen hätte können. Wäre da nicht Hauptdarsteller Hinnerk Schönemann gewesen.“

„Als Privatdetektiv soll er einen vermeintlichen Selbstmord im ländlichen Niedersachsen aufklären und gerät dabei in ein absurdes Geflecht aus dubioser Vetterwirtschaft und dörflicher Ignoranz, das zusehends ins Groteske abgleitet, ohne je albern zu werden. […]“